# Ден Чживей
Ден Чживей (кит.: 邓志伟; нар. 29 січня 1989) — китайський борець вільного стилю, срібний та бронзовий призер чемпіонатів світу, срібний та дворазовий бронзовий призер чемпіонатів Азії, срібний призер Азійських ігор, учасник трьох Олімпійських ігор.

## Біографія
Боротьбою почав займатися з 2002 року.
Виступає за борцівський клуб з Пекіна.

## Спортивні результати на міжнародних змаганнях

### Виступи на Олімпіадах
| Змагання                    | Збірна | Вагова категорія           | Місце |
| --------------------------- | ------ | -------------------------- | ----- |
| Літні Олімпійські ігри 2016 | Китай  | вільна боротьба, до 125 кг | 13    |
| Літні Олімпійські ігри 2020 | Китай  | вільна боротьба, до 125 кг | 5     |
| Літні Олімпійські ігри 2024 | Китай  | вільна боротьба, до 125 кг | 11    |

### Виступи на Чемпіонатах світу
| Змагання                        | Збірна | Вагова категорія           | Місце  |
| ------------------------------- | ------ | -------------------------- | ------ |
| Чемпіонат світу з боротьби 2011 | КНР    | вільна боротьба, до 120 кг | 11     |
| Чемпіонат світу з боротьби 2013 | КНР    | вільна боротьба, до 120 кг | 5      |
| Чемпіонат світу з боротьби 2014 | КНР    | вільна боротьба, до 125 кг | 10     |
| Чемпіонат світу з боротьби 2015 | КНР    | вільна боротьба, до 125 кг | 18     |
| Чемпіонат світу з боротьби 2018 | КНР    | вільна боротьба, до 125 кг | Срібло |
| Чемпіонат світу з боротьби 2019 | КНР    | вільна боротьба, до 125 кг | Бронза |
| Чемпіонат світу з боротьби 2022 | КНР    | вільна боротьба, до 125 кг | 13     |
| Чемпіонат світу з боротьби 2023 | КНР    | вільна боротьба, до 125 кг | 10     |

### Виступи на Чемпіонатах Азії
| Змагання                       | Збірна | Вагова категорія           | Місце  |
| ------------------------------ | ------ | -------------------------- | ------ |
| Чемпіонат Азії з боротьби 2011 | КНР    | вільна боротьба, до 120 кг | Бронза |
| Чемпіонат Азії з боротьби 2015 | КНР    | вільна боротьба, до 125 кг | Бронза |
| Чемпіонат Азії з боротьби 2018 | КНР    | вільна боротьба, до 125 кг | 8      |
| Чемпіонат Азії з боротьби 2019 | КНР    | вільна боротьба, до 125 кг | Срібло |

### Виступи на Азійських іграх
| Змагання           | Збірна | Вагова категорія           | Місце  |
| ------------------ | ------ | -------------------------- | ------ |
| Азійські ігри 2014 | КНР    | вільна боротьба, до 125 кг | 7      |
| Азійські ігри 2018 | КНР    | вільна боротьба, до 125 кг | Срібло |

### Виступи на Чемпіонатах світу серед військовослужбовців
| Змагання                                                  | Збірна | Вагова категорія           | Місце  |
| --------------------------------------------------------- | ------ | -------------------------- | ------ |
| Чемпіонат світу з боротьби серед військовослужбовців 2008 | КНР    | вільна боротьба, до 120 кг | Бронза |
| Чемпіонат світу з боротьби серед військовослужбовців 2010 | КНР    | вільна боротьба, до 120 кг | Бронза |
| Чемпіонат світу з боротьби серед військовослужбовців 2013 | КНР    | вільна боротьба, до 120 кг | Золото |
| Чемпіонат світу з боротьби серед військовослужбовців 2014 | КНР    | вільна боротьба, до 125 кг | Бронза |
| Чемпіонат світу з боротьби серед військовослужбовців 2016 | КНР    | вільна боротьба, до 125 кг | 8      |
| Чемпіонат світу з боротьби серед військовослужбовців 2017 | КНР    | вільна боротьба, до 125 кг | Срібло |
| Чемпіонат світу з боротьби серед військовослужбовців 2018 | КНР    | вільна боротьба, до 125 кг | 8      |

### Виступи на Всесвітніх іграх військовослужбовців
| Змагання                                | Збірна | Вагова категорія           | Місце  |
| --------------------------------------- | ------ | -------------------------- | ------ |
| Всесвітні ігри військовослужбовців 2015 | КНР    | вільна боротьба, до 125 кг | Срібло |
| Всесвітні ігри військовослужбовців 2019 | КНР    | вільна боротьба, до 125 кг | Бронза |

### Виступи на інших змаганнях
| Змагання                                                         | Збірна | Вагова категорія           | Місце  |
| ---------------------------------------------------------------- | ------ | -------------------------- | ------ |
| Тестовий турнір FILA 2011                                        | КНР    | вільна боротьба, до 120 кг | Бронза |
| Олімпійський кваліфікаційний турнір з боротьби 2012 (Астана)     | КНР    | вільна боротьба, до 120 кг | 7      |
| Меморіал Вацлава Циолковського 2014                              | КНР    | вільна боротьба, до 125 кг | 7      |
| Гран-прі Парижа з боротьби 2015                                  | КНР    | вільна боротьба, до 125 кг | Бронза |
| Гран-прі Іспанії з боротьби 2015                                 | КНР    | вільна боротьба, до 125 кг | Срібло |
| Меморіал Вацлава Циолковського 2015                              | КНР    | вільна боротьба, до 125 кг | Бронза |
| Золотий Гран-прі з боротьби 2015                                 | КНР    | вільна боротьба, до 125 кг | Бронза |
| Турнір Дана Колова — Николи Петрова 2016                         | КНР    | вільна боротьба, до 125 кг | Золото |
| Олімпійський кваліфікаційний турнір з боротьби 2016 (Астана)     | КНР    | вільна боротьба, до 125 кг | Бронза |
| Олімпійський кваліфікаційний турнір з боротьби 2016 (Улан-Батор) | КНР    | вільна боротьба, до 125 кг | Золото |
| Меморіал Вацлава Циолковського 2016                              | КНР    | вільна боротьба, до 125 кг | Бронза |
| Відкритий чемпіонат Польщі з боротьби 2018                       | КНР    | вільна боротьба, до 125 кг | Бронза |
| Турнір Олександра Медведя 2018                                   | КНР    | вільна боротьба, до 125 кг | Срібло |
| Гран-прі «Іван Яригін» 2019                                      | КНР    | вільна боротьба, до 125 кг | 4      |
| Турнір Дана Колова — Николи Петрова 2019                         | КНР    | вільна боротьба, до 125 кг | 5      |
| Турнір Алі Алієва 2019                                           | КНР    | вільна боротьба, до 125 кг | Бронза |
| Кубок Президента Бурятської Республіки з боротьби 2019           | КНР    | вільна боротьба, до 125 кг | Золото |
| Меморіал Вацлава Циолковського 2019                              | КНР    | вільна боротьба, до 125 кг | 14     |
| Меморіал Іона Корнеану і Ладислава Сімона 2022                   | КНР    | вільна боротьба, до 125 кг | Золото |
| Турнір К. У. Кожомкула і Р. Санатбаєва 2023                      | КНР    | вільна боротьба, до 125 кг | Бронза |
| Меморіал Імре Поляка та Яноша Варги 2023                         | КНР    | вільна боротьба, до 125 кг | Бронза |
| Відкритий чемпіонат Загреба з боротьби 2024                      | КНР    | вільна боротьба, до 125 кг | Бронза |
| Олімпійський кваліфікаційний турнір з боротьби 2024 (Бішкек)     | КНР    | вільна боротьба, до 125 кг | 6      |
| Олімпійський кваліфікаційний турнір з боротьби 2024 (Стамбул)    | КНР    | вільна боротьба, до 125 кг | Золото |

### Виступи на змаганнях молодших вікових груп
| Змагання                                      | Збірна | Вагова категорія           | Місце  |
| --------------------------------------------- | ------ | -------------------------- | ------ |
| Чемпіонат світу з боротьби серед юніорів 2007 | КНР    | вільна боротьба, до 120 кг | Бронза |